# Yamdenavliegenvanger
De Yamdenavliegenvanger (Ficedula riedeli) is een zangvogel uit de familie van vliegenvangers (Muscicapidae).

## Verspreiding en leefgebied
Deze soort is endemisch op de Indonesische Tanimbar-eilanden.